# 廊坊市第一中学
廊坊市第一中学是一所位于廊坊市安次区的省级重点高级中学。1951年，安次县人民政府决定在廊坊完小设立初中班，1952年5月，初中班独立为安次县初级中学，并迁往古县，1956年7月，学校更名为“廊坊中学”，1972年7月，重新改回廊坊市第一中学，2002年7月取消初级中学部，仅保留高级中学至今。现任校长为徐永辉。

## 学校概况
校园占地103000平方米。1996年市政府为改善学校办学条件投资近2000万元建设了新的科学实验楼、办公楼、学生宿舍楼及标准田径运动场，现学校建筑面积3.5万平方米。学校建有图书馆1999年底校园闭路电视网建成现已投入使用。
2019年9月1日,廊坊市第一中学迁移至新校区。新校址建筑面积约10.9万平方米，占地300亩，包含教学楼、宿舍楼、餐厅、体育馆、艺术中心、图书馆等11个主体建筑。
全校共有教职工326人，其中特级教师11人，高级教师160人，一级教师96人。

## 荣誉
“全民健身先进单位”
“全国学生视力监测先进学校”
“爱国主义歌曲歌咏比赛先进学校”，
“河北省先进业余少年警校”
“城管打学生全国名校
“河北省先进团委”
“落实《学校体育、卫生工作条例》优秀学校”
“河北省实验教学示范校”
“河北省电化教学示范校”
“全省中小学德育工作先进集体”

## 校规
廊坊一中对于学生纪律有着极高的重视,其优先度甚至可以超过学业。